# Eric Smaling

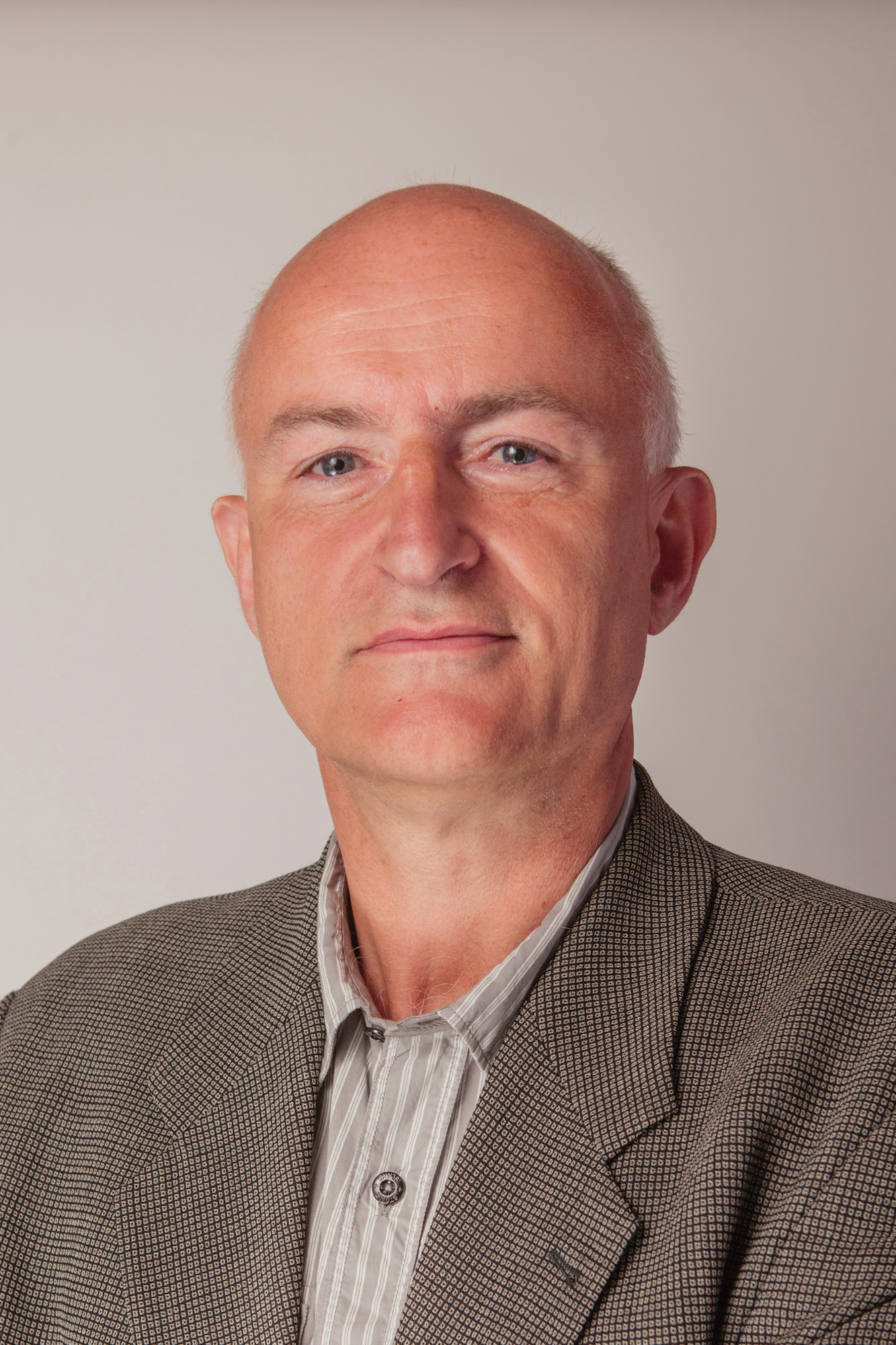
Eric Smaling

 Eric Marc Alexander Smaling  (sinh ngày 18 tháng 8 năm 1957 tại Amsterdam) là một chính khách và nhà nông học người Hà Lan. Là một thành viên của Đảng Xã hội (Socialistische Partij), ông là một nghị sĩ từ ngày 14 tháng 5 năm 2013 đến ngày 23 tháng 3 năm 2017. Ông thay thế Manja Smits, ban đầu là tạm thời và dứt điểm từ ngày 15 tháng 4 năm 2014). Từ năm 2007 đến năm 2013, ông là Thượng nghị sĩ; ông được thay thế bởi Arda Gerkens.
Smaling theo học ngành nông học tại Đại học Wageningen và Trung tâm Nghiên cứu, chuyên về khoa học đất và phân. Ông cũng là một giáo sư tại trường đại học này.  Từ năm 2004, ông là giáo sư tại ITC Enschede.
Ông là bạn đời của nhà văn thiếu nhi Rindert Kromhout và sống ở Weesp.